# Im Wald sind keine Räuber (Märchensammlung)
Im Wald sind keine Räuber (schwedisch Nils Karlsson-Pyssling) ist ein Buch von Astrid Lindgren. Es handelt sich um eine Märchensammlung, die 1949 erstmals in Schweden bei Rabén & Sjögren veröffentlicht wurde. Die allermeisten der Geschichten waren zuvor in schwedischen Zeitschriften veröffentlicht worden. Eine deutsche Veröffentlichung beim Oetinger Verlag erfolgte 1952.

## Inhalt
- Nils Karlsson-Däumling (Nils Karlsson-Pyssling)
- Die Puppe Mirabell (Mirabell)
- Im Land der Dämmerung (auch Herr Lilienstengel, I skymningslandet)
- Allerliebste Schwester (Allrakäraste syster)
- Kuckuck Lustig (Lustig-Gök)
- Die Elfe mit dem Taschentuch (En natt i maj)
- Im Wald sind keine Räuber (auch Der Räuber Fiolito, Ingen rövare finns i skogen)
- Die Prinzessin, die nicht spielen wollte (Prinsessan som inte ville leka)
- Peter und Petra (Peter och Petra)

## Hintergrund
Erstmals wurde das Buch 1949 in Schweden unter dem Titel Nils Karlsson-Pyssling bei Rabén & Sjögren veröffentlicht. Es handelt sich hauptsächlich um Kurzgeschichten, die Astrid Lindgren zuvor in schwedischen Zeitschriften veröffentlicht hatte. In Deutschland erschien das Buch mit dem Titel Im Wald sind keine Räuber 1952 beim Oetinger Verlag. Karl Kurt Peters übersetzte das Buch aus dem Schwedischen ins Deutsche. Neun verschiedene Märchen befinden sich in dem Buch. Die erste schwedische Auflage und die erste deutsche Auflage von 1952 illustrierte Eva Billow. Die deutschen Auflagen von 1960 bis 1969 wurden von Liane Müller gestaltet. Ab 2004 war Ilon Wikland die Illustratorin des Buches. Im Wald sind keine Räuber war die erste der von Astrid Lindgren geschriebenen Kurzgeschichten- oder Märchensammlungen.
In Schweden wurden alle Geschichten in Hörbuchfassung veröffentlicht. Die Geschichten wurden von Astrid Lindgren gelesen.
Die Geschichten Nils Karlsson-Däumling, Die Puppe Mirabell, Im Land der Dämmerung, Allerliebste Schwester, und Im Wald sind keine Räuber aus der Märchensammlung wurden in Deutschland auch einzeln als Bilderbuch herausgebracht. Peter und Petra erschien in Schweden als Bilderbuch und Die Prinzessin, die nicht spielen wollte als Novelle. Alle Geschichten wurden später in weiteren Büchern, wie Erzählungen und Märchen, Astrid Lindgren erzählt usw. herausgebracht.

## Auszeichnungen
Das Buch wurde im Jahr 1950 mit der Nils-Holgersson-Plakette ausgezeichnet.

## Verfilmungen
Einige der Geschichten wurden Ende der 1980er und Anfang der 1990er verfilmt. Produziert wurden die Filme von Waldemar Bergendahl und Ingrid Dalunde. Die Regie führten Göran Carmback, Agneta Elers-Jarleman und Staffan Götestam.
- 1988: Allerliebste Schwester
- 1989: Im Wald sind keine Räuber
- 1990: Peter und Petra
- 1990: Nils Karlsson Däumling

## Ausgaben
- Nils Karlsson-Pyssling (1949), Rabén & Sjögren, schwedische Originalausgabe
- Im Wald sind keine Räuber (1952), Oetinger

### Hörbuch
- Märchen, gelesen von Manfred Steffen. Enthält die Geschichten: Rupp Rüpel: das grausigste Gespenst aus Småland; Im Land der Dämmerung; Die Prinzessin, die nicht spielen wollte;  Kuckuck Lustig; Die Elfe mit dem Taschentuch; Die Puppe Mirabell; Junker Nils von Eka; Der Drache mit den roten Augen; Die Schafe auf Kapela; Nils Karlsson-Däumling; Sonnenau; Klingt meine Linde; Allerliebste Schwester; Peter und Petra; Im Wald sind keine Räuber